# Diagrama de Ellingham

Diagrama de Ellingham para vários metais (clique nele para aumentar)

Diagrama de Ellingham, elaborado pela primeira vez em 1944 pelo físico-químico inglês Harold Ellingham,  é a representação gráfica da relação de ΔG com a temperatura para reações de redução de metais a óxidos e sulfetos.
O gráfico apresenta muitas informações sobre as reações nele dispostas que são largamente utilizadas na indústria metalúrgicas, como valor de ΔG° a determinada temperatura, capacidade redutora dos metais, equilíbrio entre compostos, oxidação e redução seletiva, valor de entropia e valor de entalpia das reações. As posições relativas das curvas no gráfico mostram quais são os produtos mais estáveis em determinada temperatura, isso é possível pois todas as reações são balanceadas para 1 mol de O2. Portanto, as unidades utilizadas no gráfico são K (Kelvin) para temperatura e kJ.mol-1 de O2 para ΔG°. 
As curvas podem ser representadas pela equação: 
{\displaystyle \Delta G=A+B\times T}
Sabendo que {\displaystyle \Delta G=\Delta H-T\times \Delta S} {\displaystyle \Delta G=\Delta H-T\times \Delta S}, é possível estabelecer uma relação entre A e B com ΔH° (variação de entalpia) e ΔS°(variação de entropia) respectivamente. Assim, ΔH° é dado como coeficiente linear enquanto ΔS° assume o papel de coeficiente angular da reta.
Algumas curvas no gráfico sofrem uma brusca mudança de inclinação, isso decorre da mudança de estado físico de algum dos reagentes (geralmente a fusão do metal), quando há essa mudança a entropia dos reagentes aumentam, diminuindo o valor de ΔS° fazendo com que o coeficiente angular mude dando uma nova inclinação a reta.